# Geoglossomycetes
Geoglossomycetes er en klasse i Sæksvampe rækken.